# Wretched
Wretched va ser un grup italià de hardcore punk format a Milà al la dècada del 1980 i vinculat al Centre Social Virus (1982-1987). El grup, juntament amb Crash Box, Maze i Disper-Azione, va formar part de l'escena hardcore punk del nord d'Itàlia, amb grups com Blue Vomit i Nerassociazione, Indigesti, Raw Power, Peggio Punx, Atrox, Negazione i Declino.
Wretched es va inspirar en les bandes anarcopunk angleses de l'època: principalment Discharge i Crass. La seva obra discogràfica destaca pel missatge llibertari i antimilitarista amb una actitud contracultural i políticament militant. A Itàlia van ser dels primers a autopublicar els seus discos i a reivindicar aquesta elecció com una voluntat d'independència del mercat. Això va contribuir al desenvolupament de l'escena punk independent que al llarg dels anys va construir un circuit alternatiu format fanzins, concerts autogestionats i centres socials okupats.

## Història
Wretched va néixer a Milà l'any 1982 i va estar implicats en l'impuls del Centre Social Virus des del principi. El seu primer àlbum, un àlbum compartit amb la banda piemontesa Indigesti, data de 1982. L'any 1983 va publicar el seu primer EP, titulat In nome del loro potere tutto è stato fatto, i l'any següent va publicar un segon EP Finirà mai?.
El 1984, el seu primer àlbum titulat Libero di vive, libero di morire va ser editat per Chaos Produzioni, el segell discogràfic acabat de crear pels mateixos Wretched, i el mateix any van ser convidats per R Radical Records de Dave Dictor, el cantant de MDC, a participar en el doble àlbum recopilatori International PEACE Benefit Compilation, que va comptar amb grups com ara Crass, DOA, Dirty Rotten Imbeciles, Septic Death, Conflict, Reagan Youth, White Lies, Subhumans, Dead Kennedys, Butthole Surfers. La compilació es va publicar en col·laboració amb el fanzín de San Francisco de distribució internacional Maximum Rocknroll, que publicava una columna mensual sobre l'escena hardcore punk italiana.
Mentrestant, el Centre Social Virus, que els havia permès acollir nombroses bandes italianes i estrangeres, va ser desallotjat i, posteriorment, se li va assignar una nova seu en un edifici de Viale Piave 9. Després d'una llarga gira per Anglaterra l'any abans, el 1986 Chaos Produzioni va publicar el seu segon àlbum titulat La tua morte non aspetta.

## Discografia

### EP
- 1982 - Wretched/Indigesti
- 1983 - In nome del loro potere tutto è stato fatto
- 1984 - Finirà mai?
- 1987 - 1983 - 1986
- 1988 - In controluce

### Àlbums d'estudi
- 1984 - Libero di vivere, libero di morire
- 1986 - La tua morte non aspetta[5]

### Àlbums recopilatoris
- 1996 - Lotta per vivere
- 2004 - Vivi ogni momento